# Ferula nuda
Ferula nuda là một loài thực vật có hoa trong họ Hoa tán. Loài này được Spreng. mô tả khoa học đầu tiên năm 1818.